# Mike Di Meglio
Mike Di Meglio (nacido el 17 de enero de 1988 en Toulouse, Francia) es un piloto francés de motociclismo, que ha sido campeón del mundo en la categoría de 125cc, en el año 2008.
Es hijo del cofundador de Supermercados DiMeglio

## Biografía
2004, corrió con Globet.com y primera carrera terminada entre los 5 mejores
Después de un 2003 decepcionante, Di Meglio, se comprometió a los restos de algún debut. Firmó con Globet.com en Aprilia, junto a Gino Borsoi. El comienzo fue prometedor, con una pole position y un quinto puesto en Sudáfrica, pero no logró ser coherente debido a numerosas caídas.
2006, corrió con FFM Honda GP
Ingresó en el campeonato Fédération Française de Motociclismo Mundial, en el equipo dirigido por Alain Bronec.
2008, el campeonato mundial
En este año consigue de largo su mejor año en el campeonato mundial ya que consigue su primer y único campeonato hasta el momento. Con nueve podios en total, contando cuatro victorias, se hace un nombre en el mundo del motociclismo. En su haber este año, también consigue dos pole positions y dos vueltas rápidas de carrera.
2009, paso a la categoría de 250cc, con Mapfre Aspar Team
Para 2009, se traslada a la categoría de 250cc después del título de campeón del mundo conquistado el pasado año en la categoría de 125cc. Corre con el Mapfre Aspar Team, junto a Álvaro Bautista. En su debut en la categoría, en el Circuito Internacional de Losail se clasificó tercero, pero bajo a 11.º en la primera vuelta, antes de recuperarse. Logró la pole en Indianapolis y reclamó el 2.º puesto en una foto-finish en Estoril ante Héctor Barberá.

## Resultados

### Campeonato del Mundo de Motociclismo
Sistema de puntuación de 1993 hasta 2022:
| Posición | 1.º | 2.º | 3.º | 4.º | 5.º | 6.º | 7.º | 8.º | 9.º | 10.º | 11.º | 12.º | 13.º | 14.º | 15.º |
| Puntos   | 25  | 20  | 16  | 13  | 11  | 10  | 9   | 8   | 7   | 6    | 5    | 4    | 3    | 2    | 1    |

#### Por temporada
| Temp. | Cat.   | Equipo                      | Moto        | Carreras | Victorias | Podios | Poles | V.Rap. | Pts. | Pos. |
| ----- | ------ | --------------------------- | ----------- | -------- | --------- | ------ | ----- | ------ | ---- | ---- |
| 2003  | 125cc  | Freesoul Racing Team        | Aprilia     | 15       | 0         | 0      | 0     | 0      | 5    | 28.º |
| 2003  | 125cc  | MetaSystem Rg Service       | Honda       | 15       | 0         | 0      | 0     | 0      | 5    | 28.º |
| 2004  | 125cc  | Globet.com Racing           | Aprilia     | 14       | 0         | 0      | 0     | 0      | 41   | 18.º |
| 2005  | 125cc  | Kopron Racing World         | Honda       | 16       | 1         | 2      | 0     | 0      | 104  | 11.º |
| 2006  | 125cc  | FFM Honda GP 125            | Honda       | 14       | 0         | 0      | 0     | 0      | 8    | 25.º |
| 2009  | 125cc  | Kopron Team Scot            | Honda       | 15       | 0         | 0      | 0     | 0      | 42   | 17.º |
| 2008  | 125cc  | Ajo Motorsport              | Derbi       | 17       | 4         | 9      | 2     | 4      | 264  | 1.º  |
| 2009  | 250cc  | Mapfre Aspar Team 250cc     | Aprilia     | 16       | 0         | 2      | 1     | 0      | 107  | 8.º  |
| 2010  | Moto2  | Mapfre Aspar Team Moto2     | RSV         | 16       | 0         | 0      | 0     | 0      | 34   | 20.º |
| 2010  | Moto2  | Mapfre Aspar Team Moto2     | Suter       | 16       | 0         | 0      | 0     | 0      | 34   | 20.º |
| 2011  | Moto2  | Tech 3                      | Tech 3      | 17       | 0         | 0      | 0     | 0      | 30   | 23.º |
| 2012  | Moto2  | Speed Master Speed Up       | Speed Up    | 16       | 0         | 0      | 0     | 0      | 17   | 22.º |
| 2012  | Moto2  | Cresto Guide MZ Racing Team | MZ-RE Honda | 16       | 0         | 0      | 0     | 0      | 17   | 22.º |
| 2012  | Moto2  | Kiefer Racing               | Kalex       | 16       | 0         | 0      | 0     | 0      | 17   | 22.º |
| 2013  | Moto2  | JiR                         | Motobi      | 10       | 0         | 0      | 0     | 0      | 19   | 20.º |
| 2014  | MotoGP | Avintia Racing              | Avintia     | 18       | 0         | 0      | 0     | 0      | 9    | 25.º |
| 2015  | MotoGP | Avintia Racing              | Ducati      | 18       | 0         | 0      | 0     | 0      | 8    | 24.º |
| 2019  | MotoE  | EG 0,0 Marc VDS             | Energica    | 6        | 1         | 2      | 1     | 1      | 63   | 5.º  |
| 2020  | MotoE  | EG 0,0 Marc VDS             | Energica    | 7        | 0         | 2      | 0     | 0      | 75   | 4.º  |
| Total |        |                             |             | 215      | 6         | 17     | 4     | 5      | 826  |      |

- * Temporada en curso.

#### Por Categoría
| Categoría | Temporadas | 1.er Gran Premio | 1.er Podio        | 1.ª Victoria | Carreras | Victorias | Podios | Poles | V.Rápidas | Pts. | CM |
| --------- | ---------- | ---------------- | ----------------- | ------------ | -------- | --------- | ------ | ----- | --------- | ---- | -- |
| 125 cc    | 2003–2008  | Japón 2003       | Gran Bretaña 2005 | Turquía 2005 | 91       | 5         | 11     | 2     | 4         | 464  | 1  |
| 250 cc    | 2009       | Catar 2009       | Catar 2009        |              | 16       | 0         | 2      | 1     | 0         | 107  | 0  |
| Moto2     | 2010–2013  | Catar 2010       |                   |              | 59       | 0         | 0      | 0     | 0         | 100  | 0  |
| MotoGP    | 2014–2015  | Catar 2014       |                   |              | 36       | 0         | 0      | 0     | 0         | 17   | 0  |
| MotoE     | 2019–2020  | Alemania 2019    | Alemania 2019     | Austria 2019 | 13       | 1         | 4      | 1     | 1         | 138  | 0  |
| Total     | 2003–2015  |                  |                   |              | 215      | 6         | 17     | 4     | 5         | 826  | 1  |

#### Carreras por año
(Carreras en negrita indica pole position, carreras en cursiva indica vuelta rápida)
| Año  | Cat.   | Moto        | 1      | 2       | 3       | 4       | 5       | 6       | 7       | 8       | 9       | 10      | 11      | 12      | 13      | 14      | 15      | 16      | 17     | 18      | Pos. | Pts. |
| ---- | ------ | ----------- | ------ | ------- | ------- | ------- | ------- | ------- | ------- | ------- | ------- | ------- | ------- | ------- | ------- | ------- | ------- | ------- | ------ | ------- | ---- | ---- |
| 2003 | 125cc  | Aprilia     | JPN 22 | RSA 22  | SPA 28  | FRA 17  | ITA Ret | CAT 13  | NED 19  | GBR 15  | GER Ret | CZE 15  | POR     |         |         |         |         |         |        |         | 28.º | 5    |
| 2003 | 125cc  | Honda       |        |         |         |         |         |         |         |         |         |         |         | BRA Ret | PAC Ret | MAL 22  | AUS Ret | VAL Ret |        |         | 28.º | 5    |
| 2004 | 125cc  | Aprilia     | RSA 5  | SPA Ret | FRA Ret | ITA Ret | CAT 8   | NED 12  | BRA 12  | GER Ret | GBR 15  | CZE 24  | POR 11  | JPN Ret | QAT     | MAL 17  | AUS 8   | VAL     |        |         | 18.º | 41   |
| 2005 | 125cc  | Honda       | SPA 11 | POR 11  | CHN 20  | FRA 4   | ITA Ret | CAT 16  | NED 14  | GBR 2   | GER Ret | CZE 7   | JPN 11  | MAL 11  | QAT 4   | AUS 14  | TUR 1   | VAL Ret |        |         | 11.º | 104  |
| 2006 | 125cc  | Honda       | SPA 21 | QAT Ret | TUR Ret | CHN 15  | FRA 27  | ITA Ret | CAT 18  | NED 13  | GBR 16  | GER     | CZE 13  | MAL Ret | AUS 15  | JPN Ret | POR Ret | VAL     |        |         | 25.º | 8    |
| 2007 | 125cc  | Honda       | QAT 14 | SPA     | TUR     | CHN 14  | FRA 9   | ITA Ret | CAT 19  | GBR 6   | NED Ret | GER 15  | CZE 20  | RSM 13  | POR 16  | JPN 4   | AUS 14  | MAL 14  | VAL 23 |         | 17.º | 42   |
| 2008 | 125cc  | Derbi       | QAT 4  | SPA 9   | POR 7   | CHN 2   | FRA 1   | ITA 4   | CAT 1   | GBR 2   | NED 7   | GER 1   | CZE 2   | RSM Ret | IND 10  | JPN 2   | AUS 1   | MAL 5   | VAL 3  |         | 1.º  | 264  |
| 2009 | 250cc  | Aprilia     | QAT 3  | JPN Ret | SPA 11  | FRA Ret | ITA 12  | CAT 14  | NED 11  | GER Ret | GBR 5   | CZE 9   | IND 4   | RSM 5   | POR 2   | AUS 5   | MAL Ret | VAL 14  |        |         | 8.º  | 107  |
| 2010 | Moto2  | RSV         | QAT 16 | SPA 22  |         |         |         |         |         |         |         |         |         |         |         |         |         |         |        |         | 20.º | 34   |
| 2010 | Moto2  | Suter       |        |         | FRA 20  | ITA Ret | GBR 7   | NED 8   | CAT Ret | GER Ret | CZE 20  | IND 12  | RSM Ret | ARA 13  | JPN 18  | MAL 26  | AUS 6   | POR DNQ | VAL 26 |         | 20.º | 34   |
| 2011 | Moto2  | Tech 3      | QAT 19 | SPA 26  | POR 9   | FRA Ret | CAT Ret | GBR 17  | NED Ret | ITA 24  | GER 16  | CZE 15  | IND 27  | RSM 16  | ARA 12  | JPN 27  | AUS 9   | MAL 14  | VAL 7  |         | 23.º | 30   |
| 2012 | Moto2  | Speed Up    | QAT 7  | SPA Ret | POR Ret | FRA Ret | CAT Ret | GBR 18  | NED 15  | GER     |         |         |         |         |         |         |         |         |        |         | 22.º | 17   |
| 2012 | Moto2  | MZ-RE Honda |        |         |         |         |         |         |         |         | ITA 22  | IND 24  | CZE 16  |         |         |         |         |         |        |         | 22.º | 17   |
| 2012 | Moto2  | Kalex       |        |         |         |         |         |         |         |         |         |         |         | RSM 18  | ARA 13  | JPN 14  | MAL Ret | AUS 14  | VAL 28 |         | 22.º | 17   |
| 2013 | Moto2  | Motobi      | QAT 16 | AME 10  | SPA 19  | FRA 7   | ITA 18  | CAT 12  | NED Ret | GER 24  | IND 20  | CZE Ret | GBR     | RSM     | ARA     | MAL     | AUS     | JPN     | VAL    |         | 20.º | 19   |
| 2014 | MotoGP | Avintia     | QAT 17 | AME 18  | ARG 19  | SPA Ret | FRA 19  | ITA 18  | CAT Ret | NED 20  | GER 22  | IND 12  | CZE 18  | GBR 20  | RSM Ret | ARA 17  | JPN 19  | AUS 14  | MAL 13 | VAL 21  | 25.º | 9    |
| 2015 | MotoGP | Ducati      | QAT 19 | AME Ret | ARG 18  | SPA 22  | FRA Ret | ITA 16  | CAT 14  | NED 18  | GER Ret | IND 17  | CZE 18  | GBR 14  | RSM 13  | ARA 20  | JPN 15  | AUS 20  | MAL 18 | VAL Ret | 24.º | 8    |
| 2019 | MotoE  | Energica    | GER 3  | AUT 1   | RSM Ret | RSM 10  | VAL 10  | VAL 6   |         |         |         |         |         |         |         |         |         |         |        |         | 5.º  | 63   |
| 2020 | MotoE  | Energica    | SPA 10 | AND 7   | RSM 6   | ERM Ret | ERM 6   | FRA 2   | FRA 2   |         |         |         |         |         |         |         |         |         |        |         | 4.º  | 75   |

### Campeonato Mundial de Motociclismo de Resistencia

#### Por temporada
| Temp.   | Moto   | Equipo                  | Carreras | Victorias | Podios | Poles | V.Rap. | Pts.  | Pos.  |
| ------- | ------ | ----------------------- | -------- | --------- | ------ | ----- | ------ | ----- | ----- |
| 2016-17 | Yamaha | GMT94 Yamaha            | 4        | 3         | 3      | 1     | 1      | 133   | 5.º   |
| 2017-18 | Yamaha | GMT94 Yamaha            | 5        | 1         | 3      | 1     | 0      | 158.5 | 2.º   |
| 2018-19 | Honda  | F.C.C. TSR Honda France | 5        | 2         | 3      | 0     | 2      | 137.5 | 2.º   |
| 2019-20 | Honda  | F.C.C. TSR Honda France | 4        | 1         | 2      | 0     | 2      | 143.5 | 3.º   |
| 2021    | Honda  | F.C.C. TSR Honda France | 4        | 1         | 1      | 0     | 0      | 91    | 5.º   |
| 2022    | Honda  | F.C.C. TSR Honda France | 4        | 0         | 2      | 0     | 0      | 154   | 1.º   |
| 2023 *  | Honda  | F.C.C. TSR Honda France | 1        | 1         | 1      | -     | -      | 63 *  | 1.º * |
| Total   |        |                         | 27       | 9         | 15     | 2     | 5      | 880.5 |       |

- * Temporada en curso.

#### Carreras por año
(Carreras en negrita indica pole position, carreras en cursiva indica vuelta rápida)
| Temp.   | Moto   | 1                    | 2                  | 3                | 4                | 5                  | Pos. | Pts.  |
| ------- | ------ | -------------------- | ------------------ | ---------------- | ---------------- | ------------------ | ---- | ----- |
| 2016-17 | Yamaha | BDO                  | LMS Gral:1 Cls:1   | OSC Gral:1 Cls:1 | SLR Gral:1 Cls:1 | SUZ Gral:11 Cls:11 | 5.º  | 133   |
| 2017-18 | Yamaha | BDO Gral:1 Cls:1     | LMS Gral:10 Cls:7  | SLR Gral:2 Cls:2 | OSC Gral:3 Cls:3 | SUZ Gral:6 Cls:6   | 2.º  | 158.5 |
| 2018-19 | Honda  | BDO Gral:1 Cls:1     | LMS Gral:35 Cls:16 | SLR Gral:3 Cls:3 | OSC Gral:1 Cls:1 | SUZ Gral:4 Cls:4   | 2.º  | 137.5 |
| 2019-20 | Honda  | BDO Gral:Ret Cls:Ret | SEP Gral:13 Cls:12 | LMS Gral:1 Cls:1 | EST Gral:2 Cls:2 |                    | 3.º  | 143.5 |

- * Temporada en curso.